# Portugal International 2012
Die Portugal International 2012 fanden vom 26. bis zum 29. April 2012 im Centro de Alto Rendimento de Badminton in Caldas da Rainha statt. Es war die 47. Auflage dieser internationalen Titelkämpfe von Portugal im Badminton. Das Preisgeld betrug 5.000 US-Dollar und das Turnier wurde damit in das BWF-Level 4B eingeordnet. Der Referee war Pencho Stoynov aus den Bulgarien.

## Sieger und Platzierte
| Disziplin    | Gold                                 | Silber                              | Bronze                           |
| ------------ | ------------------------------------ | ----------------------------------- | -------------------------------- |
| Herreneinzel | Dieter Domke                         | Lukas Schmidt                       | Scott Evans                      |
| Herreneinzel | Dieter Domke                         | Lukas Schmidt                       | Ben Beckman                      |
| Dameneinzel  | Beatriz Corrales                     | Linda Zechiri                       | Perrine Lebuhanic                |
| Dameneinzel  | Beatriz Corrales                     | Linda Zechiri                       | Anu Nieminen                     |
| Herrendoppel | Zvonimir Đurkinjak Nikolaj Overgaard | Marcus Ellis Paul van Rietvelde     | Rafael Lopes Tomás Nero          |
| Herrendoppel | Zvonimir Đurkinjak Nikolaj Overgaard | Marcus Ellis Paul van Rietvelde     | Chris Coles Matthew Nottingham   |
| Damendoppel  | Alexandra Langley Gabrielle White    | Helena Lewczynska Hayley Rogers     | Sarina Kohlfürst Nathalie Ziesig |
| Damendoppel  | Alexandra Langley Gabrielle White    | Helena Lewczynska Hayley Rogers     | Sophie Brown Holly Smith         |
| Mixed        | Marcus Ellis Gabrielle White         | Zvonimir Đurkinjak Staša Poznanović | Gary Fox Samantha Ward           |
| Mixed        | Marcus Ellis Gabrielle White         | Zvonimir Đurkinjak Staša Poznanović | Rhys Walker Sophie Brown         |